# Benzocain
Benzocain ist ein Wirkstoff zur Oberflächenbetäubung (Lokalanästhetikum). Die Substanz vom Ester-Typ besitzt einen schnellen Wirkungseintritt bei relativ kurzer Wirkungsdauer. Als Anaesthesin wurde es von Eduard Ritsert hergestellt und auch später noch durch seine 1903 gegründete Firma Dr. E. Ritsert. Fabrik pharmazeutischer Präparate in Frankfurt am Main vermarktet, womit 1890 die Einführung weiterer Lokalanästhetika angeregt wurde.

## Anwendungen
Zur Anwendung kommt Benzocain hauptsächlich zur lokalen Schmerztherapie der Haut und Schleimhaut, wie beispielsweise im Mund- und Rachenbereich, ebenso in Arzneimitteln gegen Erkältungskrankheiten, hustenstillende Zubereitungen, schmerzstillende Mittel wie Lösungen oder Lutschtabletten bei Hals-, Magen- und Zahnungsbeschwerden, Adstringenzien. Topische Zubereitungen wie Cremes, Lösungen und Puder werden gegen Fußpilz, Hühneraugen, Warzen und Schwielen, Suppositorien zur Behandlung von Hämorrhoidenleiden und Analbeschwerden, wie analer Pruritus und anal lokalisierte Ekzeme verwendet.
Kondome mit Benzocain-haltigem Gel in der Reservoirspitze werden zur Verzögerung eines vorzeitigen Samenergusses angeboten (z. B. Performa von Durex oder Long Love von Amor).

## Wirkungsweise
Benzocain verhindert reversibel die Depolarisation der Nervenzellen durch die Bindung an spannungsabhängige Natriumkanäle, wodurch die Weiterleitung eines Aktionspotentials unterbunden wird.

## Darstellung
para-Nitrotoluol wird durch Kaliumdichromat unter schwefelsauren Reaktionsbedingungen zur para-Nitrobenzoesäure oxidiert. Die entstandene Carbonsäure wird im sauren Milieu mit Ethanol zum para-Nitrobenzoesäureethylester umgesetzt. Anschließend wird die para-ständige Nitrogruppe durch elementares Eisen im Sauren zur aromatischen Aminogruppe reduziert.
Alternativ kann Benzocain durch Veresterung von 4-Aminobenzoesäure mit Ethanol gewonnen werden. Andere Ester der 4-Aminobenzoesäure, wie Procain, werden ebenfalls als Lokalanästhetika genutzt.

## Nebenwirkungen
Benzocain hat als Substanz mit para-ständiger primärer aromatischer Aminogruppe ein deutlich höheres Allergiepotential (Para-Gruppenallergie) als beispielsweise das nicht para-substituierte Lidocain. Die Inzidenz für eine Benzocain-Allergie scheint von Land zu Land unterschiedlich zu sein. Für die Vereinigten Staaten wird für Benzocain eine positive Patch-Test-Rate von 2,6 Prozent angegeben. In Europa variiert diese von 1 Prozent in Dänemark bis 10 Prozent in Deutschland.
Infolge einer Überdosierung bei der Anwendung im Mund-Rachen-Raum (Aufnahme von vielen Lutschtabletten bzw. -pastillen) können Magen-Darm-Beschwerden auftreten sowie Atemnot und eine vermehrte Methämoglobinbildung (insbesondere bei Kindern). Die Food and Drug Administration verbot in den USA wegen der seltenen, aber gefährlichen Nebenwirkung Methämoglobinämie die Anwendung in der Mundhöhle für Kinder unter 2 Jahren.

## Handelsnamen
Monopräparate
Anaestherit (A), Anaesthesin (D)
Kombinationspräparate
Dequalinetten (A), Dolo-Dobendan (D), Dorithricin (D), Herposicc (A), Insecticum Gel (A), „Kremser“ Ohrtropfen (A), Néocônes (CH), Rectosan (A), Rheumasalbe (A), Sulgan 99 (A), Tyrothricin (A)